# 봉화 설매리 3겹 까치구멍집
봉화 설매리 3겹 까치구멍집(奉化 雪梅里 3겹 까치구멍집)은 대한민국 경상북도 봉화군 상운면 설매에 있는 조선시대의 가옥이다. 2007년 1월 12일 대한민국의 국가민속문화재 제247호로 지정되었다.

## 개요
상운면 설매리는 깊은 산속에 숨겨져 있는 산골마을로 예전에는 까치구멍집이 주류를 이루었던 것으로 보인다.
약 170여년 전에 건립된 것으로 추측되는 이 건물은 정면3칸 측면3칸 규모인데 입구의 봉당을 중심으로 좌측에는 외양간을 우측에는 부엌을 두었는데 외양간 상부에는 다락을 두고 마루에서 출입할 수 있도록 하였다. 뒤쪽에는 마루를 중심으로 좌측에는 사랑방과 아랫방을 우측에는 안방을 두었으며 안방과 부엌사이에는 작은 바라지창을 달았다
가구는 5량가이며 각방 천정은 고미반자를 하고 흙을 올렸으며 반자와 지붕틀 사이의 지붕에 까치구멍을 내어 채광과 환기용으로 사용하였으며 1970년대에 슬레이트 지붕으로 개량된 것을 문화재 지정이후 다시 초가로 복원하였다.
3칸 겹집이라는 점과 사라져가는 까치구멍집의 좋은 표본이 되는 점, 산간지역 서민생활의 특성을 잘 반영하고 있다는 점에서 문화재적 가치가 있다.
당초에는 경북봉화 민속자료 설매리3겹까치 구멍집(제110호)로 지정(1994. 9.29)되었으나 신청(2006. 6. 8)을 받아 국가지정문화재 중요민속자료 제247호로 지정(2007. 1.12)되었다.

## 지정 사유
태백산맥 줄기의 산간지방 민가들은 추운기후에 적응하고 산짐승 등의 피해를 막기 위해 겹집의 구조를 취하고, 지붕에는 채광이나 환기를 위한 구멍을 내었는데 이 구멍의 모습이 까치 둥지와 비슷하다 하여 까치구멍집이라 한다.
안동지방의 겹집이 뒤쪽으로 확장된 모습을 보여주는 몇 남지 않은 3칸 겹집이라는 희귀성을 가지며, 산간지역의 지역적 특성과 서민생활 모습을 잘 담고 있는 까치구멍집의 좋은 표본이 되는 점 등으로 볼 때 문화재적 가치가 충분하므로 중요민속자료로 지정한다.

## 참고 자료
- 봉화 설매리 3겹 까치구멍집 - 국가유산청 국가유산포털